# Doña Herlinda y su hijo
Doña Herlinda y su hijo es una película mexicana dirigida por Jaime Humberto Hermosillo estrenada en 1985, basada en un cuento de Jorge López Páez.
La película está ambientada en la ciudad de Guadalajara, e incluye una actuación de Lucha Villa.

## Sinopsis
Doña Herlinda es una viuda y madre absorbente que aunque sabe que su hijo Rodolfo, un neurocirujano pediátrico, es homosexual y mantiene una relación con Ramón, un joven estudiante de música, no para de presentarle mujeres. 
La pareja de hombres viven su relación discretamente y a escondidas encontrándose donde pueden, hasta que Ramón se traslada a vivir con Rodolfo y su madre. Doña Herlinda finge que no sabe nada de la relación entre ambos y trata a Ramón como a un segundo hijo, mientras sigue presionando a su hijo para que se case. Finalmente consigue que Rodolfo se comprometa en matrimonio con Olga, la última mujer que le ha presentado, pero por otro lado consigue que el sorprendido y consternado Ramón no se vaya y siga viviendo con ella. 
Tras el matrimonio ambos hombres siguen su relación furtivamente en casa de doña Herlinda, e incluso Ramón termina creando lazos de amistad con la esposa. Por su parte Olga es una mujer culta e independiente que quiere seguir trabajando, lo que hará que le convenga cerrar los ojos ante la relación de su esposo con su amante y terminará dejando a su hijo recién nacido al cuidado de su padrino Ramón. De esta forma todos vivirán felizmente juntos en la casa que doña Herlinda ha encargado ampliar obteniendo todos beneficio de esta peculiar situación.

## Reparto
| Actor              | Personaje                |
| ------------------ | ------------------------ |
| Arturo Meza        | Ramón                    |
| Marco Treviño      | Rodolfo                  |
| Guadalupe del Toro | Doña Herlinda            |
| Leticia Lupercio   | Olga                     |
| Guillermina Alba   | Billy, la amiga de Ramón |
| Angélica Guerrero  | madre de Ramón           |
| Arturo Villaseñor  | padre de Ramón           |

## Comentarios
Este filme ocupa el lugar 65 dentro de la lista de las 100 mejores películas del cine mexicano, según la opinión de 25 críticos y especialistas del cine en México, publicada por la revista Somos en julio de 1994.

En las escenas rodadas en Chapala aparece el grupo tapatio Madres y Comadres, sistemáticamente ignorado por los historiadores de ese género en Guadalajara, pero indudablemente importante. Una banda irreverente, punk a la mexicana, y de donde salió Aldo Acuña, bajista de Maldita Vecindad, que en esa época tocaba la guitarra en compañía de Hugo Álvarez, batería, y Carlos Domínguez, bajo y voz. Grabado en directo por Fernando Cámara, la canción que más se escucha es "No la Soltare" de Chucho Álvarez, pero también se escuchan las líneas de "Apedrea un Gringo".